# Каракамыш (палеолитическое местонахождение)
Каракамыш (узб. Qoraqamish) — палеолитическое местонахождение, на котором были обнаружены археологические находки мустьерской эпохи, раннего палеолита и эпохи бронзы. Находится на территории современной Ташкентской области в 28 км к Юго-Западу от Ташкента.
Представляет наибольший интерес среди памятников мустьерского, верхнепалеолитического и мезолитического периода, обнаруженных в бассейне нижнего течения реки Чирчик, наряду с местонахождением Бозсу 2 (Шуралисай) и стоянкой Кушилиш.

## Расположение
Расположено на берегу канала Каракамыш, недалеко от палеолитических местонахождений Бозсу 1 и Бозсу 2.

## Характеристика
Культурные слои открылись в результате обвала берега Каракамыша. Всего открылись три культурных горизонта, два нижних, относящихся к эпохе палеолита и верхний, относящийся к эпохе бронзы. Были найдены: обломок зуба шерстистого носорога длиной 17 сантиметров, первобытные орудия труда, относящиеся к мустьерской культуре, нуклеусы разной стадии раскалывания, пластины, скребла, ножи, всего в количестве 120 предметов. В верхних слоях были обнаружены орудия бронзового века.

## История открытия и изучения
Обнаружено в 1959 году гидрогеологом И. А. Анбоевым.